# Ludwig Paischer
Ludwig Paischer (ur. 28 listopada 1981 w Oberndorf bei Salzburg) – austriacki judoka, wicemistrz olimpijski, dwukrotny medalista mistrzostw świata, dwukrotny mistrz Europy. 
Startuje w kategorii do 60 kg. Jego największym osiągnięciem jest srebrny medal igrzysk olimpijskich w Pekinie oraz srebrny medal mistrzostw świata z Kairu (2005). Jest dwukrotnym mistrzem Europy (2004, 2008).

## Osiągnięcia

### Igrzyska olimpijskie
| Igrzyska olimpijskie | Data            | Kategoria | Miejsce |
| -------------------- | --------------- | --------- | ------- |
| Pekin 2008           | 9 sierpnia 2008 | do 60 kg  |         |

### Mistrzostwa świata
- 2005 Kair -  srebro - 60 kg
- 2007 Rio de Janeiro -  brąz - 60 kg